# Olho d'Água das Cunhãs
Olho d'Água das Cunhãs é um município brasileiro do estado do Maranhão. Localiza-se à latitude 04º08'20" sul e à longitude 45º07'12" oeste, com altitude de 30 metros. Sua população estimada pelo Instituto Brasileiro de Geografia e Estatística (IBGE) em 2022 era de 17.919 habitantes.
Uma pesquisa feita no Facebook pelo portal Globo Esporte (com base em interações nas páginas oficiais dos clubes) identificou Olho d'Água das Cunhãs como o município com a maior proporção de torcedores do Flamengo no Brasil em relação à sua população: 61,2% dos habitantes manifestaram preferência pelo clube carioca. A cidade possui uma torcida organizada local, a Fla Olho d'Água, fundada há sete anos e com aproximadamente 200 membros.

## História
Foi elevado a categoria de município e distrito com a denominação de Olho d`Água das Cunhãs, pela lei estadual nº 2158, de 30 de novembro de 1961. O território foi resultado de um desmembramento do município de Bacabal.
A origem do nome "Olho d'Água" refere-se à existência de uma nascente de água potável no local. Quanto ao complemento "das Cunhãs", existem duas versões principais sobre sua etimologia:
1. Versão linguística/antropológica: O termo "cunhã" deriva do tupi antigo e significa "mulher", fazendo referência às comunidades indígenas que habitavam a região antes da colonização.[6][7]
2. Versão histórica/local: Relatos da tradição oral atribuem o nome a Maria "Cunhã", uma das primeiras habitantes da região. Segundo essa versão, famílias indígenas migraram do Piauí para escapar da seca e se estabeleceram no local, onde Maria teria descoberto uma gruta com nascente de água que servia tanto para consumo quanto para lavagem de roupas pelas jovens indígenas (as "cunhãs").[5]

Ambas as versões convergem na relação do topônimo com a presença indígena na região e com a importância da fonte de água para a comunidade.
Com sua abundância de água e solos férteis, essa região passou a despertar o interesse das áreas circundantes, resultando em um deslocamento considerável de novos moradores.
José Vicente Rodrigues (natural de Piauí) e Marcolino de Sousa Mourão (natural de Pedreiras), foram considerados os pioneiros na fixação das suas famílias e vidas na região, no final da década 1920 e início da década 1930.

## Geografia
O município encontra-se na mesorregião do centro maranhense, vizinho dos municípios de Vitorino Freire, Paulo Ramos e Bom Lugar. Olho d'Água das Cunhãs se situa a 9 km a Sul-Leste de Vitorino Freire, a maior cidade nos arredores.

## Turismo
Na entrada do município de Olho d'Água das Cunhãs destaca-se uma escultura religiosa que representa Cristo de braços abertos, em dimensões reduzidas em comparação ao monumento do Cristo Redentor do Rio de Janeiro.
A Praça Central de Olho d'Água das Cunhãs abriga um monumento em homenagem a Maria "Cunhã", figura histórica associada à fundação do município. Registros indicam que a estátua, embora representativa do patrimônio local, apresenta sinais de deterioração em sua estrutura física.

## Eventos

### Vaquejada
O município destaca-se pela realização de eventos de vaquejada, competição tradicional na região Nordeste. Esta modalidade esportiva envolve duplas de cavaleiros que, montados, devem derrubar um bovino dentro de uma área demarcada de 100 metros. O campeonato local já distribuiu premiações totais que ultrapassam R$ 120 mil reais, configurando-se como uma das principais vaquejadas do estado.